# 1933 год в авиации
Список событий в авиации в 1933 году.

## События
- 4 января — первый полёт двухместного истребителя ДИ-4. Построен в НИИ ГВФ, конструктор Laville, лётчик-испытатель Бухгольц Б. Л.
- 6 января — первый полёт истребителя SPAD S-510
- 11 января — первый полёт торпедоносца Vickers 207, лётчик-испытатель Summers J.F.
- 12 января — первый полёт самолёта общего назначения Bernard 201T
- 13 января — основано ОКБ им. С. В. Ильюшина.
- 16 января — перелёт Дакар-Наталь через Южную Атлантику на самолёте Couzinet 70, пилоты Mermoz J. и Couzinet R.
- 28 марта — первый полёт пассажирского самолёта Bernard 61T[1].
- 15 апреля — первый полёт аргентинского пассажирского самолёта FMA Ae. T.1, первого в своём классе в Аргентине и Южной Америке[2].
- 20 мая — основана авиакомпания Turkish Airlines.
- 27 мая — первый полёт истребителя И-14 (АНТ-31). Первого серийного самолёта сконструированного бригадой П. О. Сухого.
- 3 июля — первый полёт ТБ-4(АНТ-16), тяжёлого бомбардировщика конструкции А. Н. Туполева.
- 18 августа — создан Днепропетровский авиационный спортивный клуб.
- 25 августа — основан Киевский авиационный институт.
- 4 ноября — основана авиакомпания VASP.

### Без точных дат
- Начало эксплуатации аэропорта Быково.

### Авиакатастрофы
- 3 апреля — во время полёта разбился американский военный дирижабль USS Akron (ZRS-4). Погибло 73 из 76 человек.

## Персоны

### Скончались
- 17 июля — Стасис Гиренас, литовский лётчик, национальный герой. Погиб в авиационной катастрофе над территорией Германии, выполняя трансатлантический перелёт.
- 5 сентября — Пётр Ионович Баранов советский военный и партийный деятель, один из главных создателей и организаторов Военно-Воздушного Флота и авиапромышленности СССР. Погиб в авиакатастрофе.